# Phrynobatrachus acridoides
Phrynobatrachus acridoides – gatunek płaza bezogonowego z rodziny Phrynobatrachidae. Występuje we wschodniej i południowo-wschodniej Afryce.
Płaz ten występuje w Kenii, Malawi, Mozambiku, Somalii, Południowej Afryce, Tanzanii, Zimbabwe i prawdopodobnie w Eswatini, Ugandzie i Zambii. Jego naturalne siedliska to suche i wilgotne sawanny, podzwrotnikowy i tropikalny suchy busz oraz suche nizinne łąki. Zamieszkuje też mokre lub sezonowo zalane nizinne łąki, mokradła zdominowane krzewami, bagna, jeziora słodkowodne, sporadycznie można je znaleźć w wodzie słonej. Można spotkać go też wśród ludzi na przykład na pastwiskach, w ogrodach wiejskich, obszarach miejskich i w kanałach.